# Trichalcidion penicillum
Trichalcidion penicillum là một loài bọ cánh cứng trong họ Cerambycidae.